# Ponte estaiada

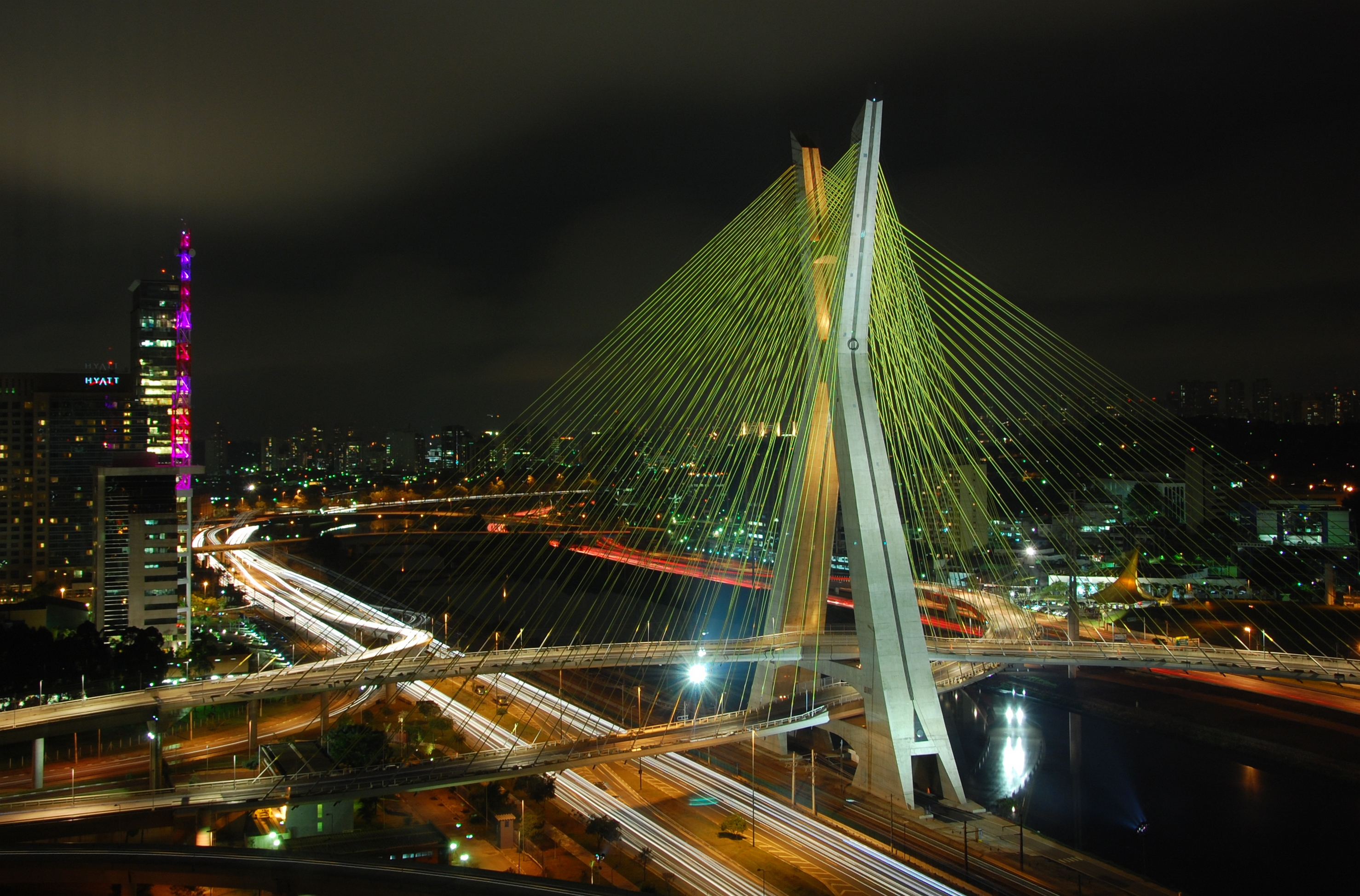
Ponte Octávio Frias de Oliveira, na cidade de São Paulo, que atravessa o Rio Pinheiros. É a única ponte estaiada do mundo com duas pistas em curva conectadas a um mesmo mastro.

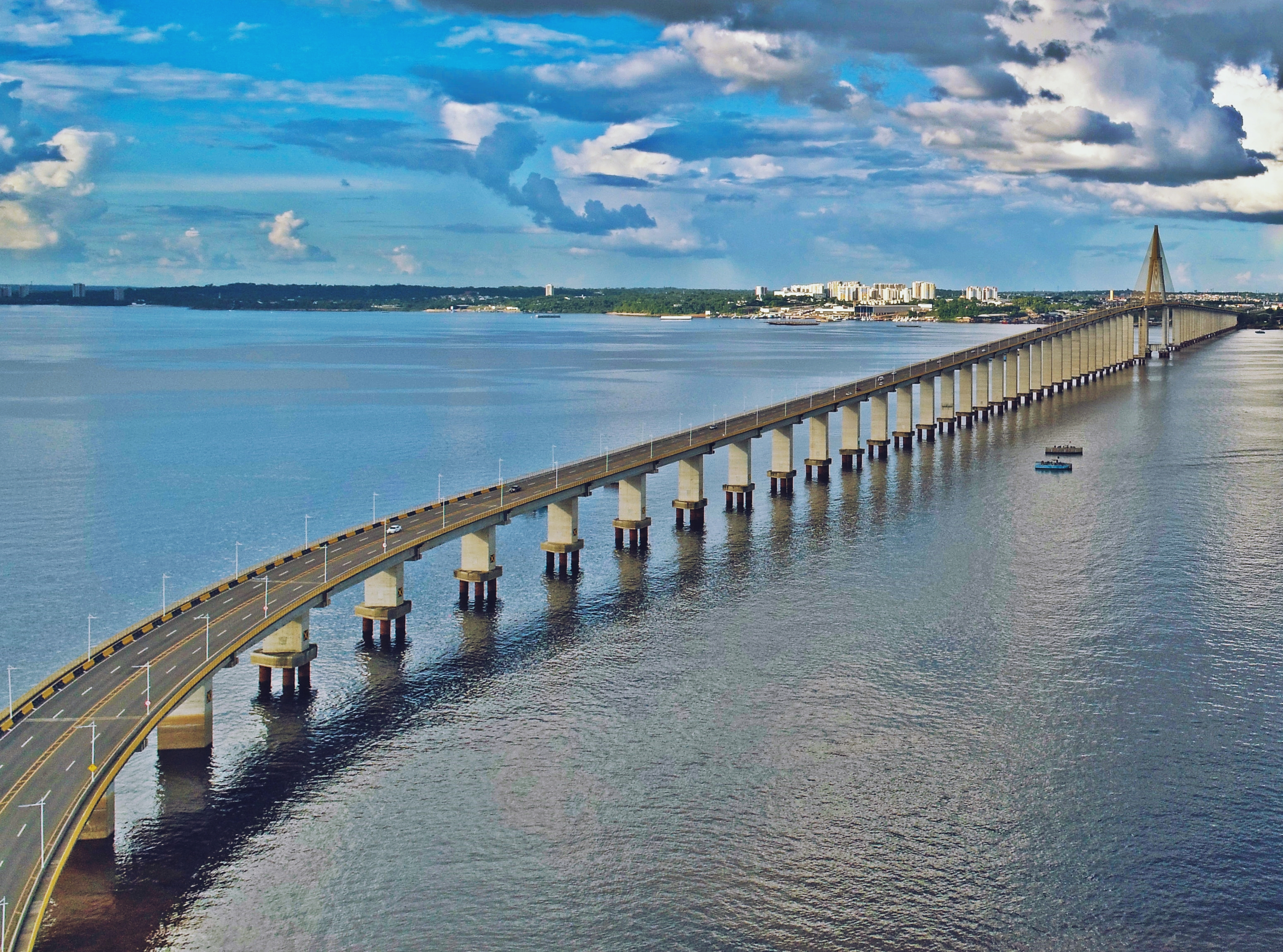
Ponte Jornalista Phelippe Daou, no estado do Amazonas, que atravessa o Rio Negro. Com 3,6 km de extensão, é a maior ponte estaiada do Brasil.

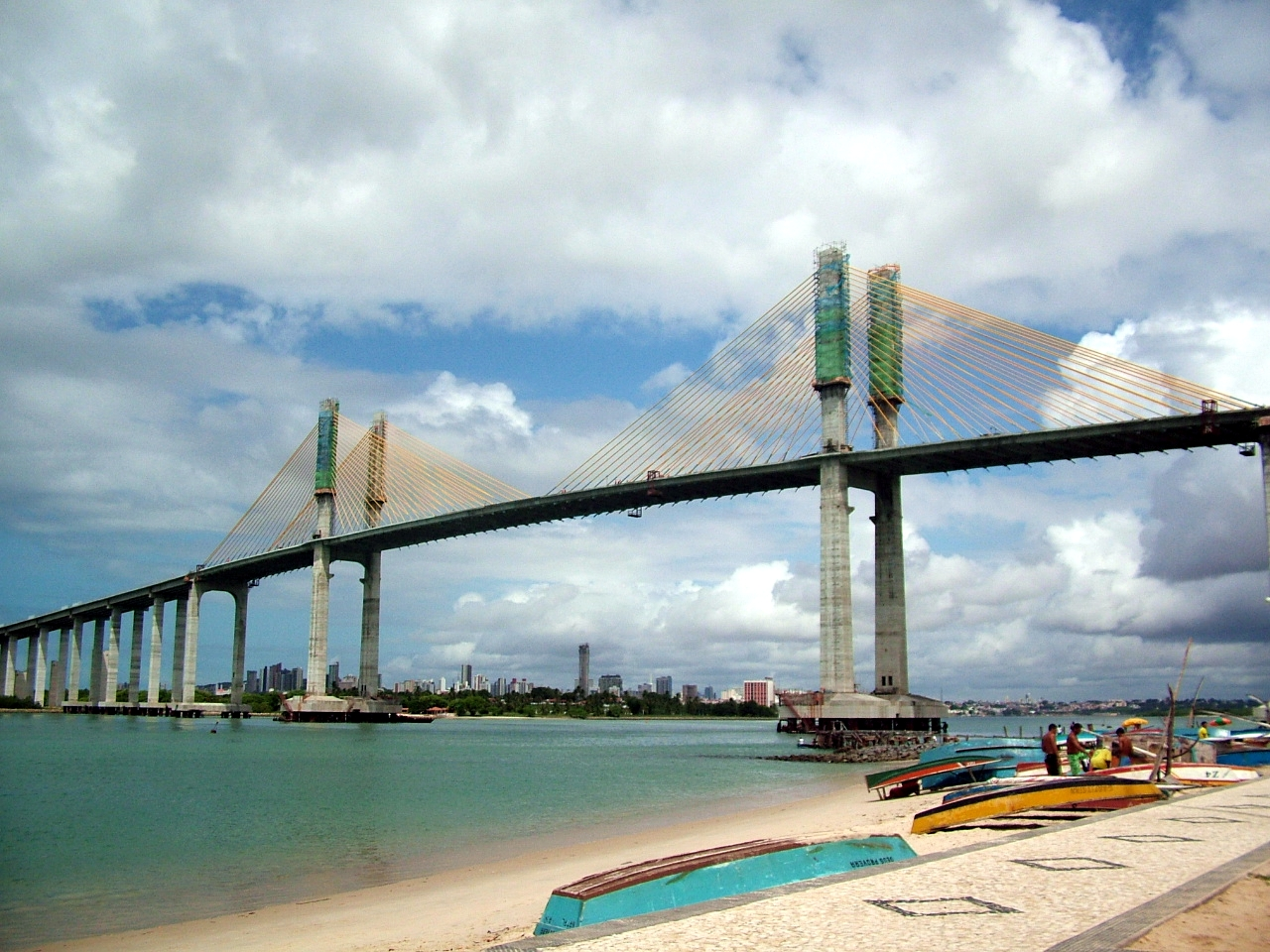
A ponte Newton Navarro é um exemplo da ponte estaiada

Uma ponte estaiada, tem uma ou mais torres (ou postes), a partir das quais os cabos sustentam a ponte. Uma característica distintiva são os cabos ou estais, que correm diretamente da torre para o convés, normalmente formando um padrão semelhante a um leque ou uma série de linhas paralelas. Isso contrasta com a moderna ponte pênsil, onde os cabos que sustentam o tabuleiro são suspensos verticalmente a partir do cabo principal, ancorados em ambas as extremidades da ponte e correndo entre as torres. A ponte estaiada é ideal para vãos mais longos do que pontes cantiléveres e mais curtos do que pontes suspensas. Esta é a faixa dentro da qual as pontes de cantiléver se tornariam rapidamente mais pesadas, e o cabeamento de ponte suspensa seria mais caro.
Pontes estaiadas estavam sendo projetadas e construídas no final do século 16, e a forma encontrou amplo uso no final do século 19. Os primeiros exemplos, incluindo a Ponte do Brooklyn, muitas vezes combinavam recursos dos projetos estaiados e de suspensão. Os projetos estaiados caíram em desuso no início do século 20, à medida que lacunas maiores foram preenchidas usando projetos de suspensão pura, e os mais curtos usando vários sistemas construídos de concreto armado. Ele voltou à proeminência no final do século 20, quando a combinação de novos materiais, máquinas de construção maiores e a necessidade de substituir pontes mais antigas reduziram o preço relativo desses projetos.

## História

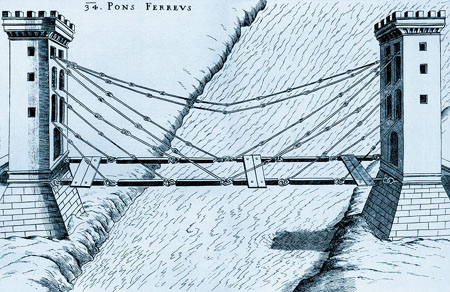
Ponte estaiada pelo polímata renascentista Fausto Veranzio, de 1595/1616. Antes da fabricação industrial de cabos de aço pesados (cabos de aço), as pontes suspensas ou estaiadas eram construídas primeiramente com hastes ligadas (corrente).

As pontes estaiadas datam de 1595, onde foram encontrados desenhos em Machinae Novae, um livro do inventor croata-veneziano Fausto Veranzio. Muitas das primeiras pontes suspensas foram construídas estaiadas, incluindo a passarela de 1817 Dryburgh Abbey Bridge, a patenteada Victoria Bridge de James Dredge, Bath (1836), e a mais tarde Albert Bridge (1872) e Brooklyn Bridge (1883). Seus designers descobriram que a combinação de tecnologias criou uma ponte mais rígida. John A. Roebling aproveitou particularmente isso para limitar as deformações devido às cargas ferroviárias na Ponte Pênsil das Cataratas do Niágara.
O mais antigo exemplo sobrevivente conhecido de uma verdadeira ponte estaiada nos Estados Unidos é a ponte suspensa Bluff Dale de aço ou ferro de E.E. Runyon com longarinas de madeira e deck em Bluff Dale, Texas (1890), ou suas semanas antes, mas arruinou a ponte Barton Creek entre Huckabay, Texas e Gordon, Texas (1889 ou 1890). No século XX, os primeiros exemplos de pontes estaiadas incluíram a incomum ponte Cassagnes de A. Gisclard (1899), na qual a parte horizontal das forças do cabo é equilibrada por um cabo de amarração horizontal separado, impedindo uma compressão significativa no tabuleiro, e a ponte de G. Leinekugel le Coq em Lézardrieux na Bretanha (1924). Eduardo Torroja projetou um aqueduto estaiado em Tempul em 1926. A estaiada de 1952 de Albert Caquot sobre o canal Donzère-Mondragon em Pierrelatte é uma das primeiras do tipo moderno, mas teve pouca influência no desenvolvimento posterior.  A ponte Strömsund com deck de aço projetada por Franz Dischinger (1955) é, portanto, mais frequentemente citada como a primeira ponte estaiada moderna.

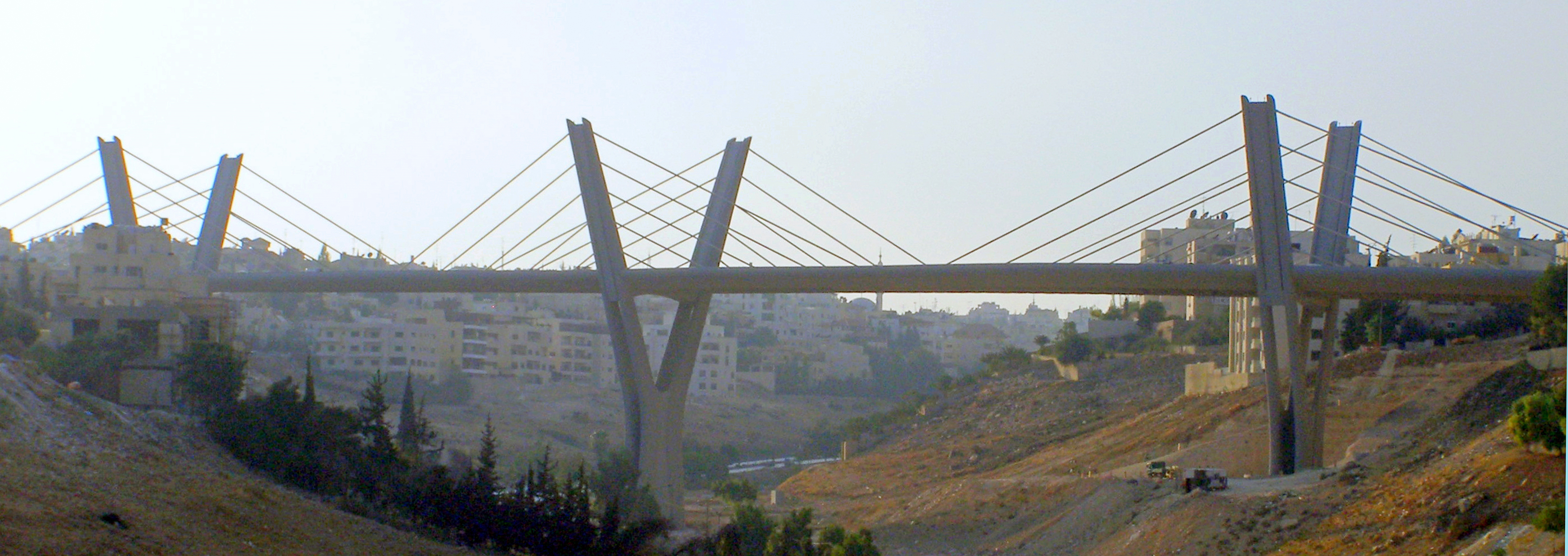
Ponte Abdoun, Amã, Jordânia, exemplo de uma ponte extradosada

Outros pioneiros importantes foram Fabrizio de Miranda, Riccardo Morandi e Fritz Leonhardt. As primeiras pontes desse período usavam pouquíssimos cabos de permanência, como na Ponte Theodor Heuss (1958). No entanto, isso envolve custos substanciais de montagem, e estruturas mais modernas tendem a usar muito mais cabos para garantir maior economia.

## Tipos

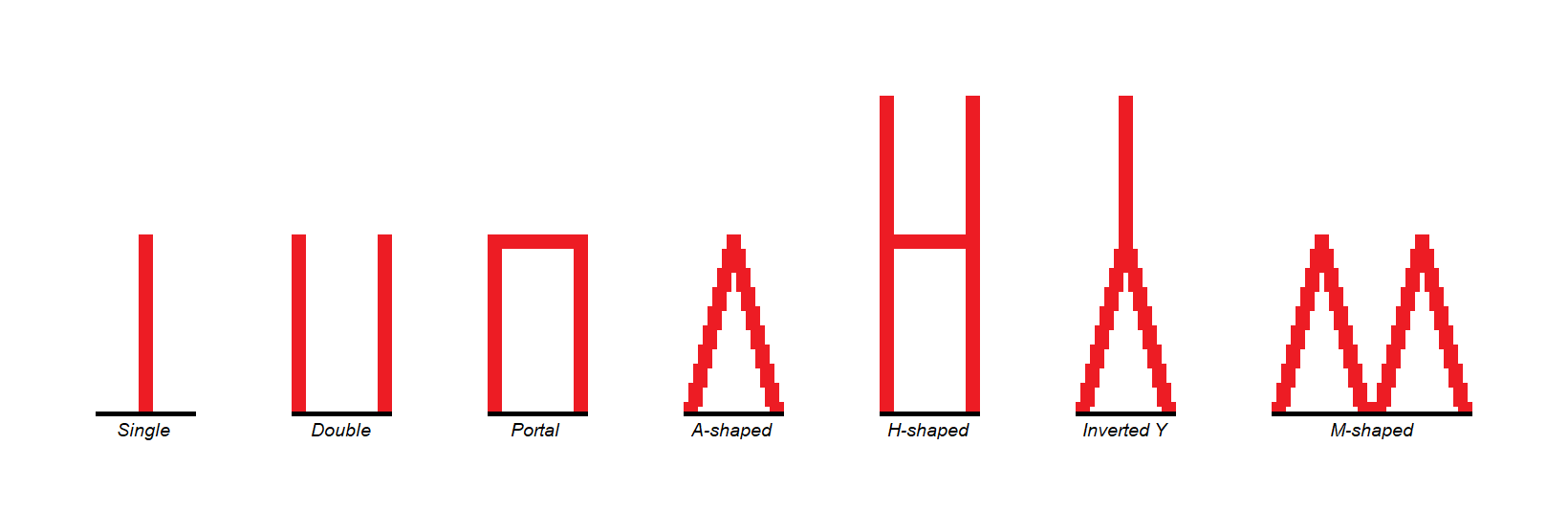
Todos os arranjos de sete colunas de uma ponte estaiada

Existem quatro classes principais de aparelhamento em pontes estaiadas: mono, harpa, ventilador e estrela.
- O projeto mono usa um único cabo de suas torres e é um dos exemplos menos usados da classe.[12]
- No projeto de harpa ou paralelo, os cabos são quase paralelos, de modo que a altura de sua fixação à torre é proporcional à distância da torre até sua montagem no convés.[12]
- No design do ventilador, todos os cabos se conectam ou passam sobre o topo das torres. O projeto do ventilador é estruturalmente superior com um momento mínimo aplicado às torres, mas, por razões práticas, o ventilador modificado (também chamado de semi-ventilador) é preferido, especialmente onde muitos cabos são necessários. No arranjo de ventilador modificado, os cabos terminam perto do topo da torre, mas são espaçados um do outro o suficiente para permitir melhor terminação, melhor proteção ambiental e bom acesso a cabos individuais para manutenção.[13]
- No design da estrela, outro design relativamente raro, os cabos são espaçados na torre, como o design da harpa, mas se conectam a um ponto ou a vários pontos bem espaçados no convés.[14]

Diferença entre tipos de pontes
Design mono
Design de harpa
Design do ventilador
Design de estrela

## Variações

### Ponte estaiada lateral
Uma ponte estaiada lateral usa uma torre central apoiada apenas em um lado. Este projeto permite a construção de uma ponte curva.

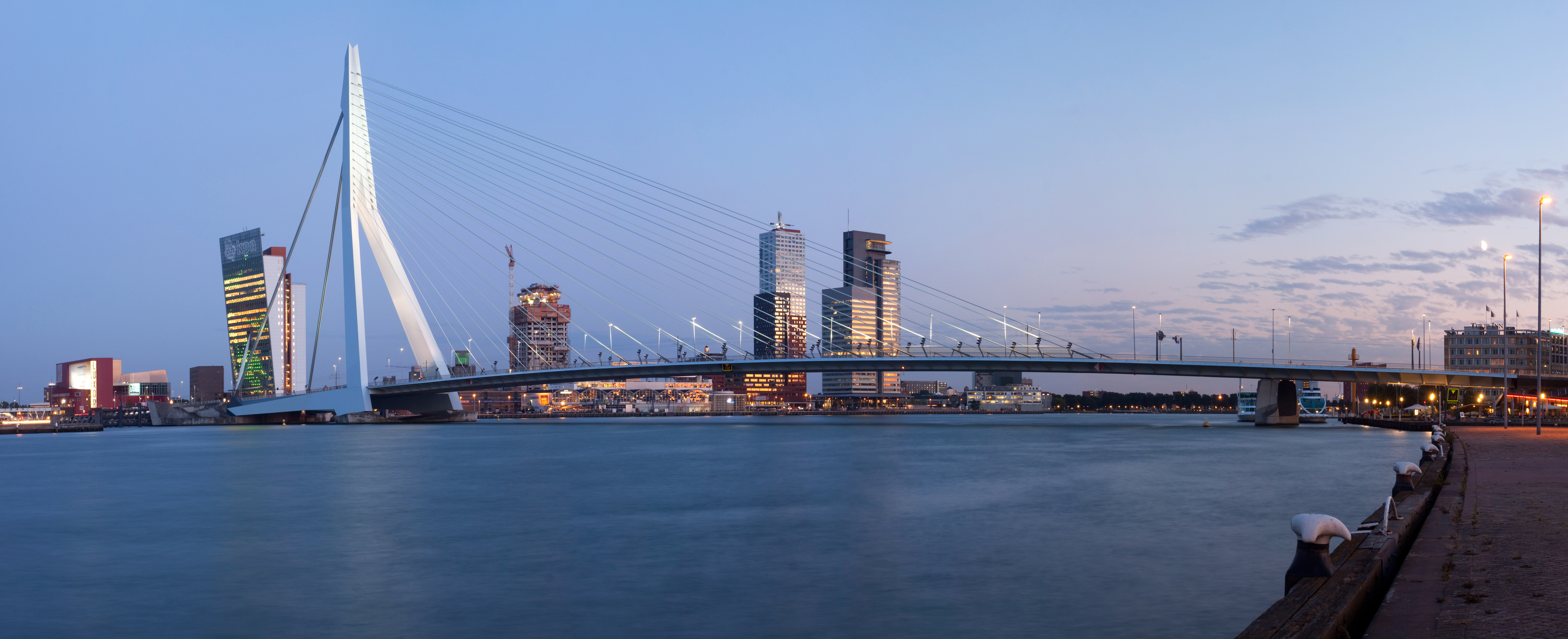
Ponte Erasmus, Holanda, Erasmusbrug, em Roterdã, Netherlands

### Ponte estaiada de cantilever spar
Muito mais radical em sua estrutura, a Puente del Alamillo (1992) usa uma única longarina de cantilever em um lado do vão, com cabos de um lado apenas para apoiar o tabuleiro da ponte. Ao contrário de outros tipos de cabos-estaiados, esta ponte exerce uma força de viragem considerável sobre a sua fundação e a longarina deve resistir à flexão causada pelos cabos, uma vez que as forças do cabo não são equilibradas por cabos opostos. A esparra desta ponte em particular forma o gnômon de um grande relógio de sol de jardim. Pontes relacionadas pelo arquiteto Santiago Calatrava incluem a Puente de la Mujer (2001), Sundial Bridge (2004), Chords Bridge (2008), e Assut de l'Or Bridge (2008).

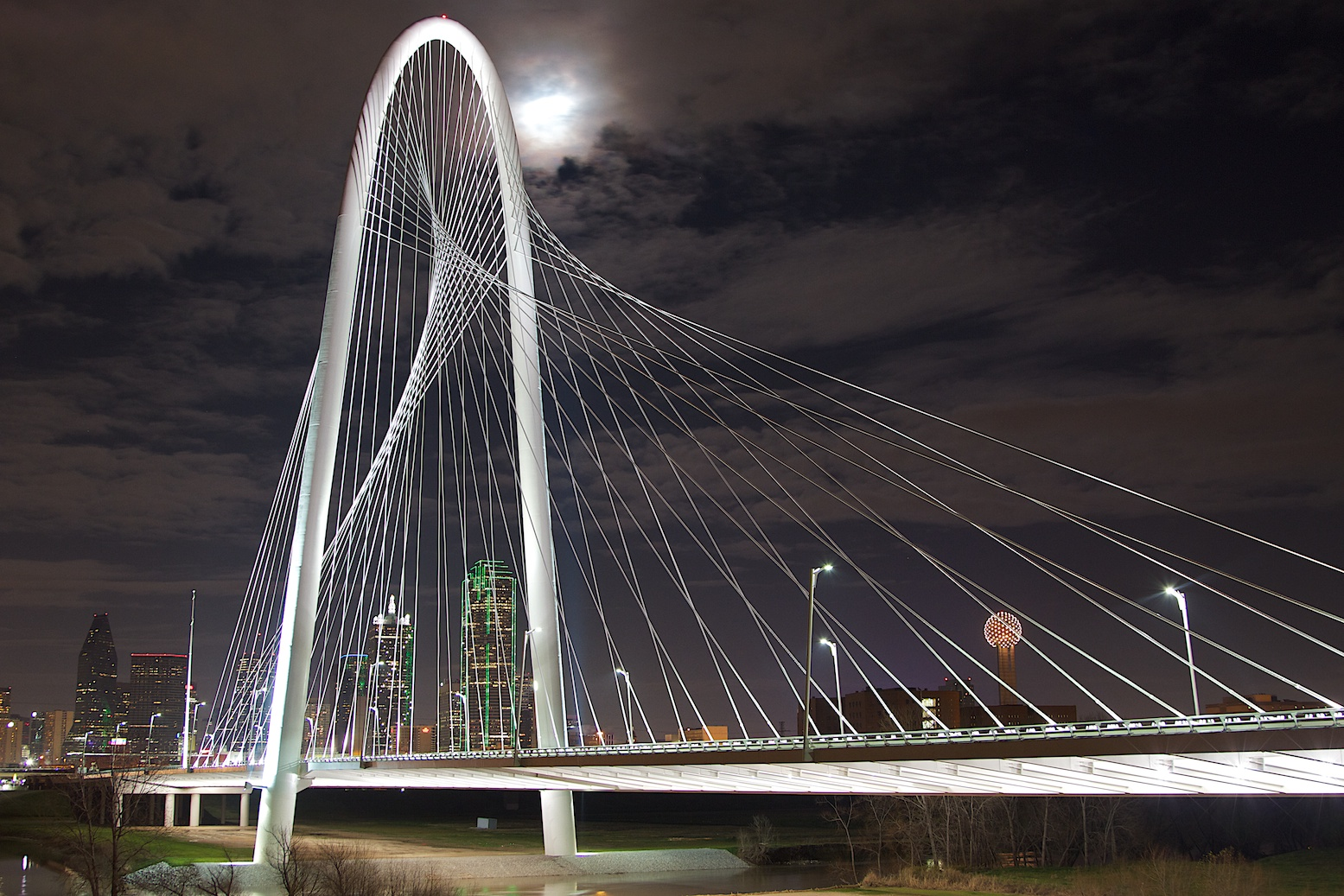
Ponte Margaret Hunt Hill sobre o rio Trinity em Dallas, Texas, EUA (2012)

### Ponte estaiada de múltiplos
Pontes estaiadas com mais de três vãos envolvem projetos significativamente mais desafiadores do que estruturas de 2 ou 3 vãos.
Em uma ponte estaiada de 2 ou 3 vãos, as cargas dos vãos principais são normalmente ancoradas de volta perto dos pilares finais por estacas nos vãos finais. Para mais vãos, esse não é o caso e a estrutura da ponte é menos rígida no geral. Isso pode criar dificuldades tanto no projeto do deck quanto nos postes. Exemplos de estruturas de múltiplos vãos em que este é o caso incluem a Ponte Ting Kau, onde são utilizadas estacas adicionais de "travamento transversal" para estabilizar os postes; Viaduto Millau e Ponte Mezcala, onde são usadas torres de duas pernas; e a Ponte General Rafael Urdaneta, onde foram adotadas torres de estrutura multi-pernas muito rígidas. Uma situação semelhante com uma ponte pênsil é encontrada tanto na Great Seto Bridge quanto na San Francisco-Oakland Bay Bridge, onde pilares de ancoragem adicionais são necessários após cada conjunto de três vãos de suspensão – esta solução também pode ser adaptada para pontes estaiadas.

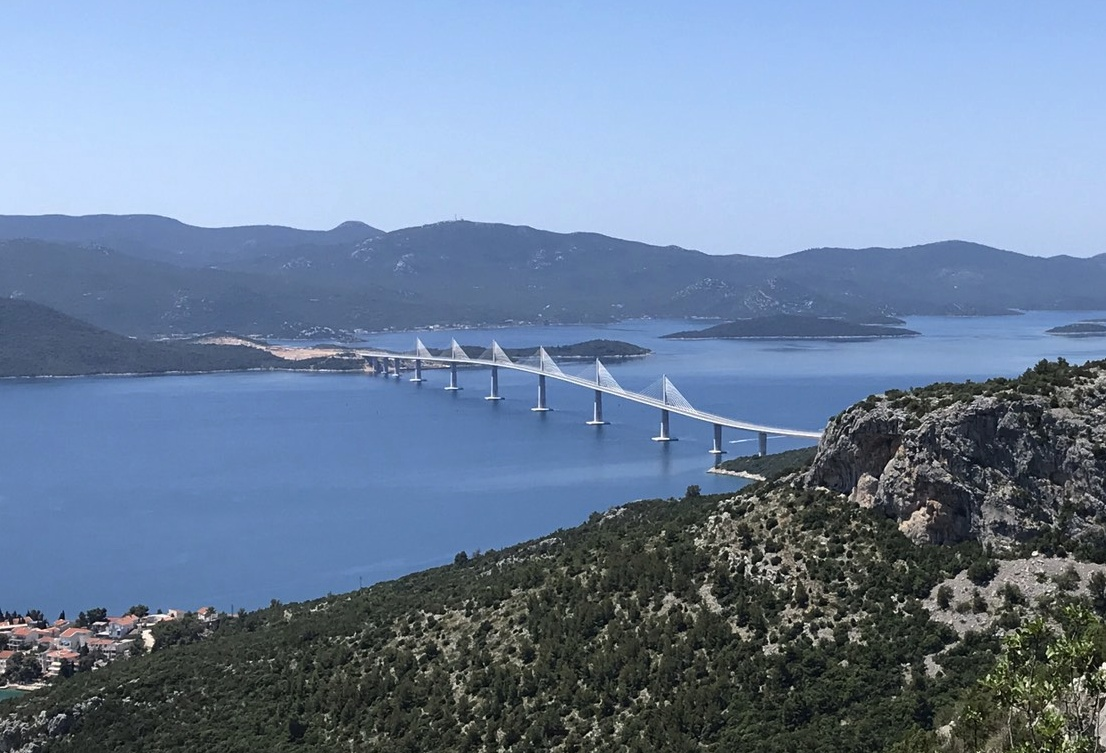
A Ponte Pelješac liga o enclave do sudeste croata ao resto do país.

### Ponte extradosada
Uma ponte extradosada é uma ponte estaiada com um tabuleiro de ponte mais substancial que, sendo mais rígido e forte, permite que os cabos sejam omitidos perto da torre e que as torres sejam mais baixas em proporção ao vão. As primeiras pontes extradosadas foram a Ponte Ganter e a Ponte Sunniberg, na Suíça. A primeira ponte extradosada nos Estados Unidos, a Pearl Harbor Memorial Bridge foi construída para transportar a I-95 através do rio Quinnipiac em New Haven, Connecticut, inaugurada em junho de 2012.

### Ponte estaiada do sistema de berço
Um sistema de berço transporta os fios dentro dos estais desde o tabuleiro da ponte até o tabuleiro da ponte, como um elemento contínuo, eliminando ancoragens nos postes. Cada fio de aço revestido com epóxi é 

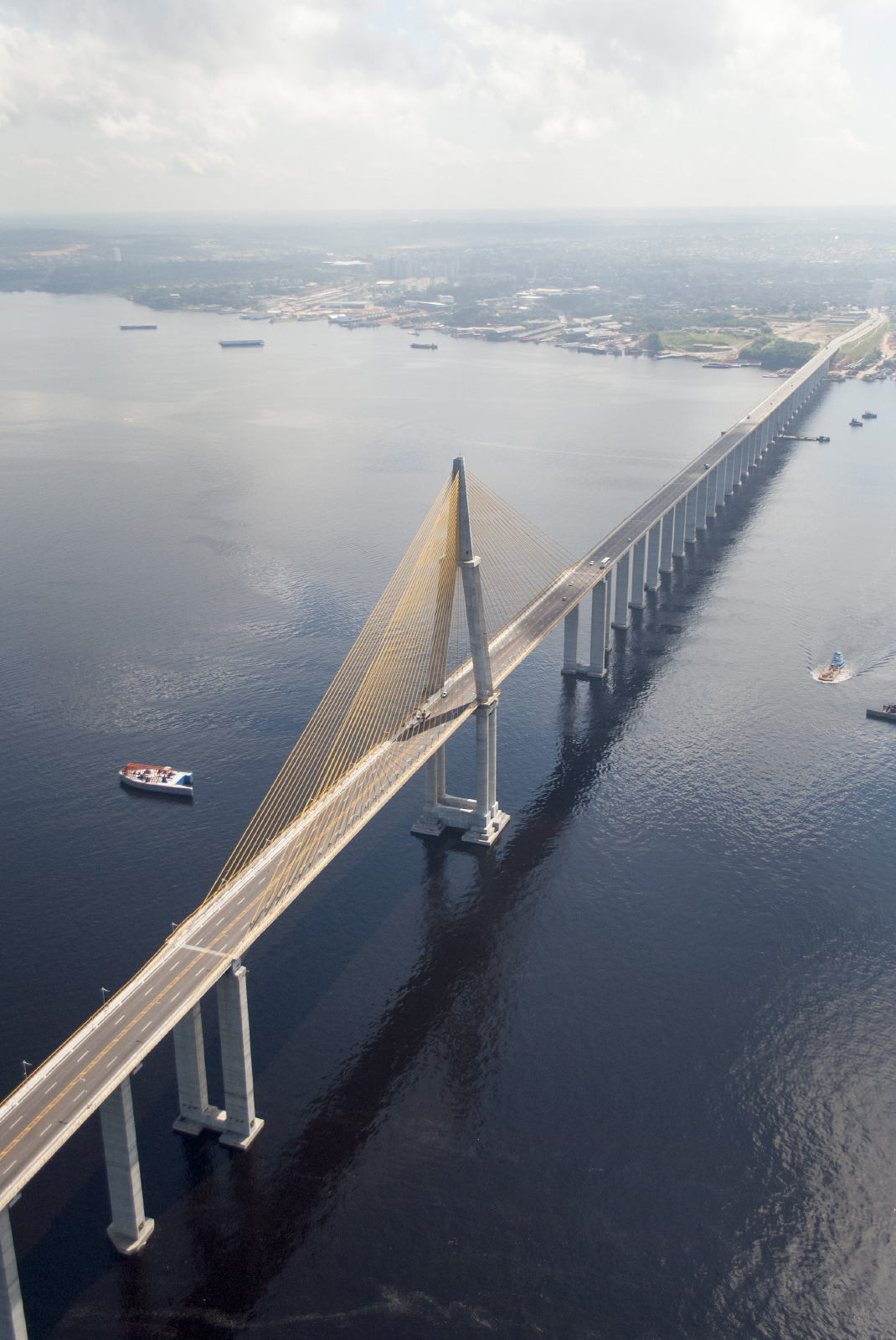
A Ponte Rio Negro, com 3 595 metros (11 795 pés), é a maior ponte estaiada do Brasil.

transportado dentro do berço em um tubo de aço de uma polegada (2,54 cm). Cada fio atua de forma independente, permitindo a remoção, inspeção e substituição de fios individuais. As duas primeiras pontes desse tipo são a Penobscot Narrows Bridge, concluída em 2006, e a Veterans' Glass City Skyway, concluída em 2007.

## Tipos de ponte relacionados

### Ponte pênsil autoancorada
Uma ponte pênsil auto-ancorada tem alguma semelhança em princípio com o tipo estaiado em que as forças de tensão que impedem a queda do tabuleiro são convertidas em forças de compressão verticalmente na torre e horizontalmente ao longo da estrutura do tabuleiro. Também está relacionado com a ponte pênsil por ter cabos principais arqueados com cabos suspensos, embora o tipo autoancorado não tenha as fixações pesadas de cabos da ponte pênsil comum. Ao contrário de uma ponte estaiada ou de uma ponte pênsil, a ponte pênsil autoancorada deve ser apoiada por falsos trabalhos durante a construção e, portanto, é mais cara de construir.

## Comparação com ponte pênsil
As pontes estaiadas podem parecer semelhantes às pontes suspensas, mas são bastante diferentes em princípio e construção. Nas pontes suspensas, grandes cabos principais (normalmente dois) pendem entre as torres e são ancorados em cada extremidade ao solo. Isso pode ser difícil de implementar quando as condições do solo são ruins. Os cabos principais, que são livres para se mover em rolamentos nas torres, suportam a carga do tabuleiro da ponte. Antes da instalação do convés, os cabos estão sob tensão de seu próprio peso. Ao longo dos cabos principais, cabos menores ou hastes se conectam ao tabuleiro da ponte, que é içado em seções. À medida que isso é feito, a tensão nos cabos aumenta, como acontece com a carga viva do tráfego que atravessa a ponte. A tensão nos cabos principais é transferida para o solo nas ancoragens e por compressão para baixo nas torres.

Diferença entre tipos de pontes
Ponte pênsil
Ponte estaiada, design do ventilador

Em pontes estaiadas, as torres são as principais estruturas de suporte de carga que transmitem as cargas da ponte para o solo. Uma abordagem de cantilever é frequentemente usada para apoiar o tabuleiro da ponte perto das torres, mas comprimentos mais distantes delas são suportados por cabos que correm diretamente para as torres. Isso tem a desvantagem, ao contrário da ponte pênsil, que os cabos puxam para os lados em vez de diretamente para cima, o que exige que o tabuleiro da ponte seja mais forte para resistir às cargas de compressão horizontal resultantes, mas tem a vantagem de não exigir ancoragens firmes para resistir à tração horizontal dos cabos principais da ponte pênsil. Por projeto, todas as forças horizontais estáticas da ponte estaiada são equilibradas de modo que as torres de suporte não tendem a inclinar ou deslizar e, portanto, devem resistir apenas às forças horizontais das cargas vivas.
A seguir estão as principais vantagens da forma estaiada:
- rigidez muito maior do que a ponte pênsil, de modo que as deformações do tabuleiro sob cargas vivas são reduzidas
- pode ser construído por balanço, saindo da torre – os cabos atuam como suportes temporários e permanentes para o tabuleiro da ponte
- Para uma ponte simétrica (em que os vãos de ambos os lados da torre são os mesmos), o equilíbrio de forças horizontais e grandes ancoragens no solo não são necessários

## Galeria de imagens

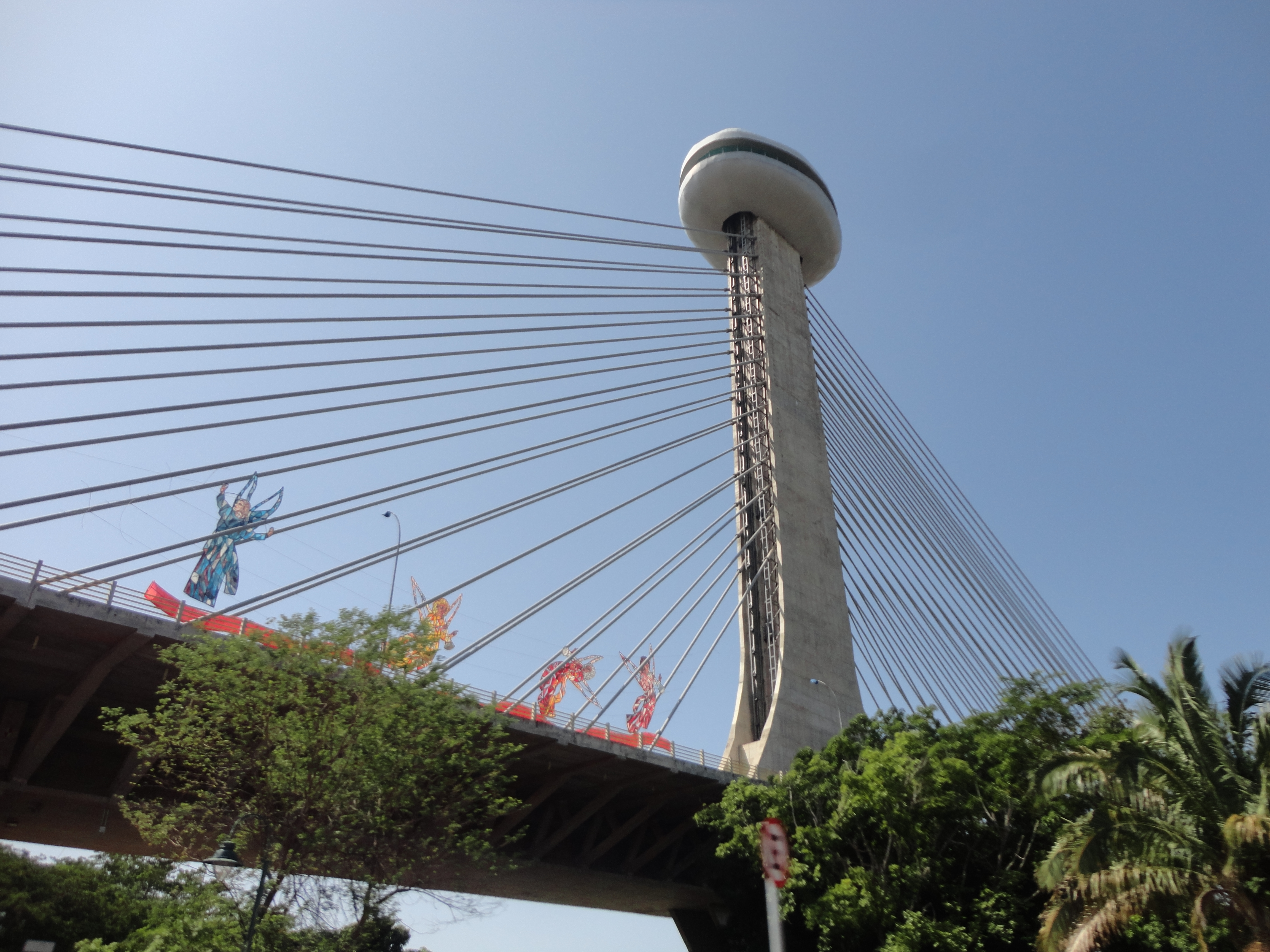
Ponte Estaiada João Isidoro França, na cidade de Teresina, Brasil.
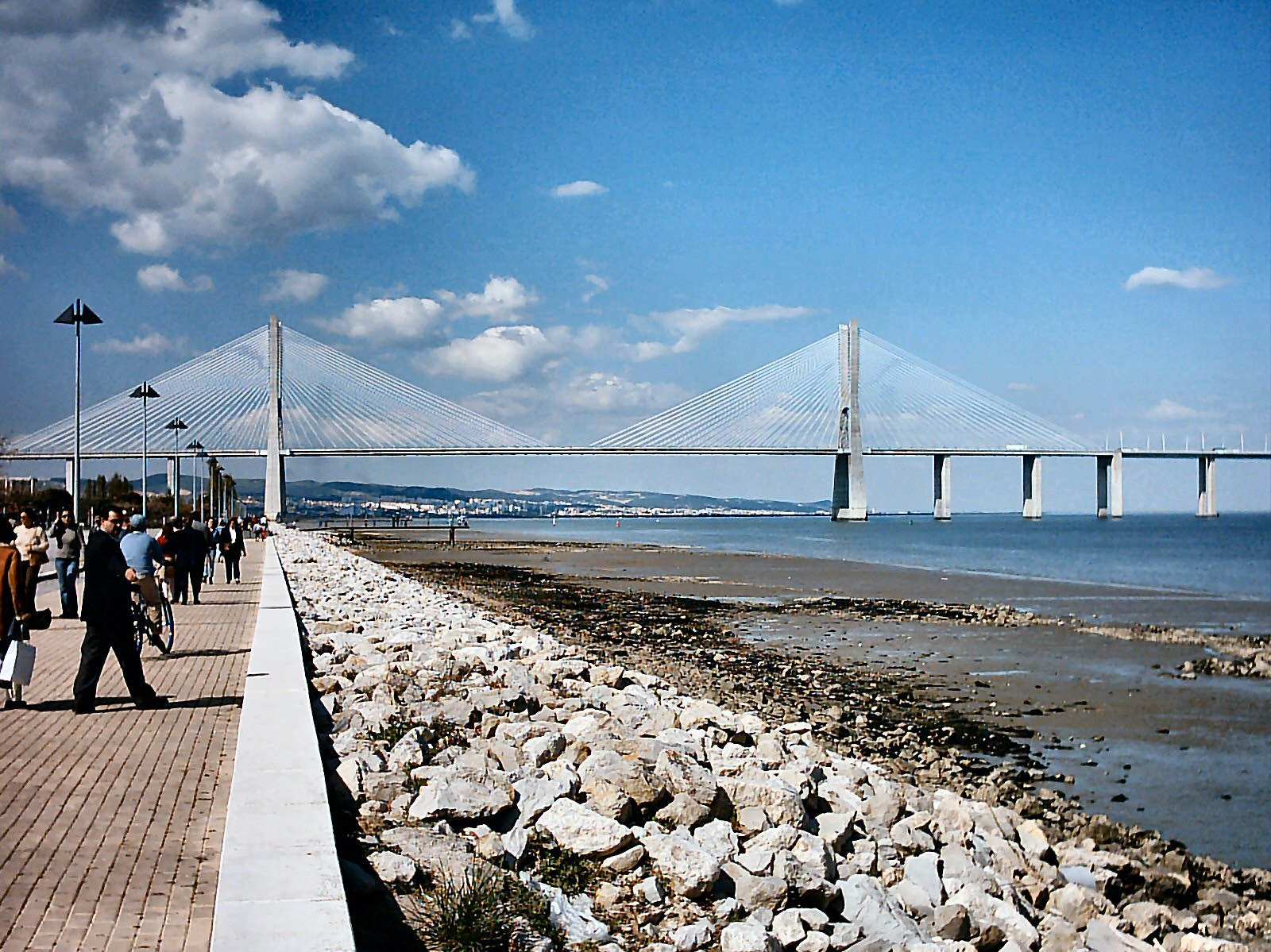
Ponte Vasco da Gama, Lisboa, Portugal.
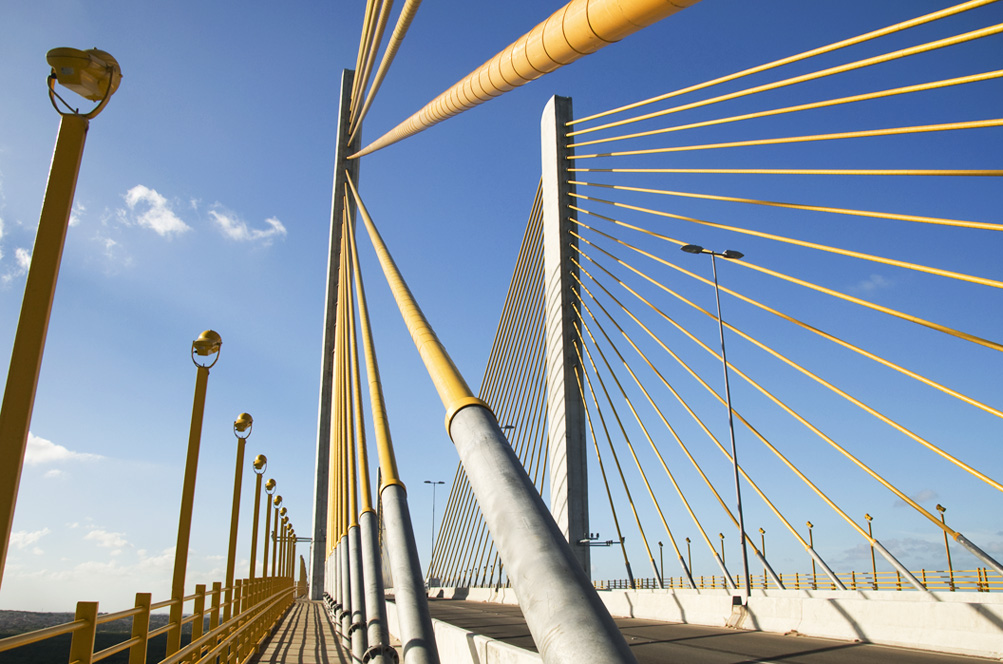
Ponte Newton Navarro, Natal, Brasil.
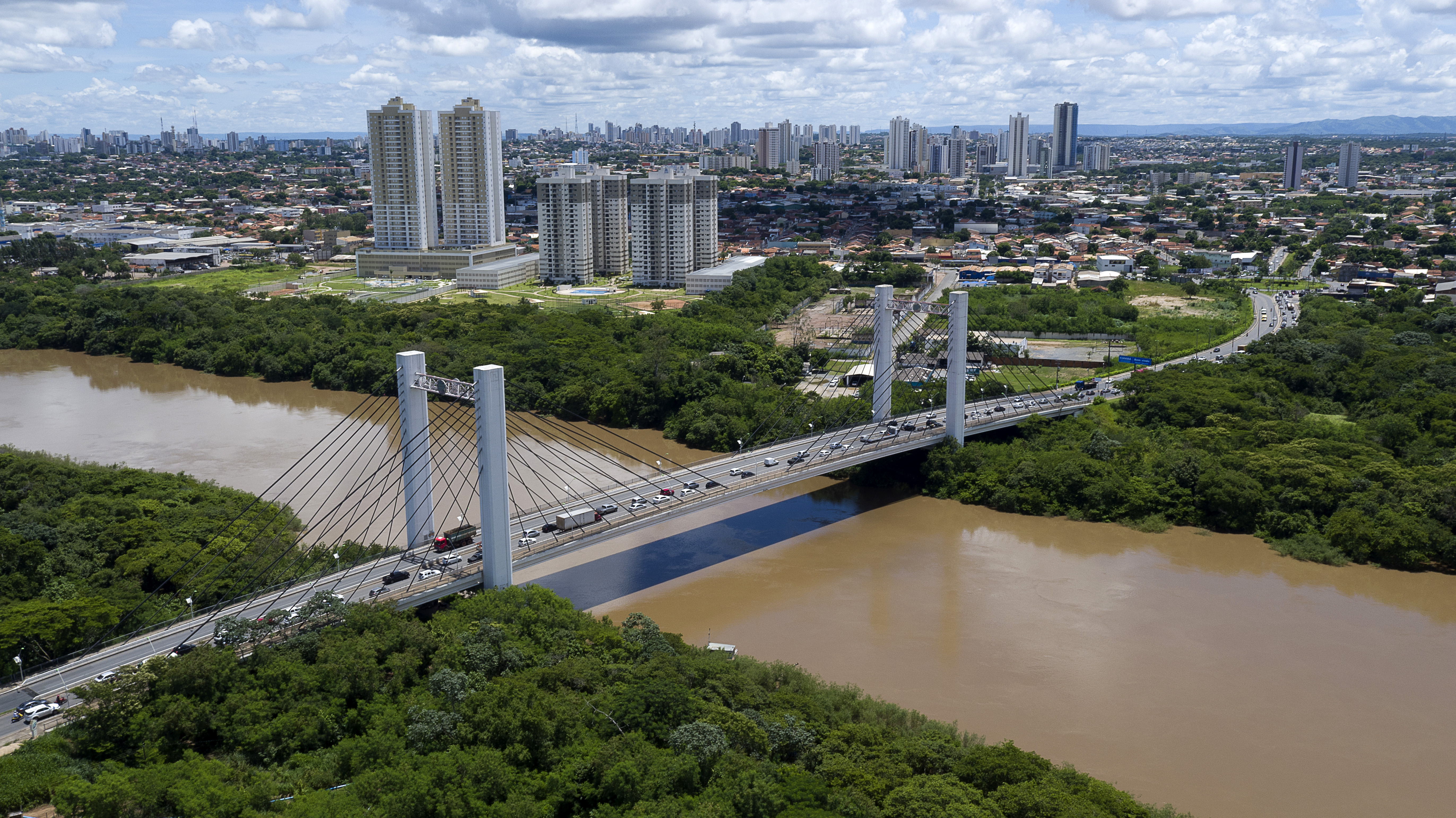
Ponte Sérgio Motta, Cuiabá, Brasil.